# Maria Kotarba
Maria Kotarba (4 septembre 1907 — 30 décembre 1956) est une messagère pour le mouvement de résistance polonaise, transportant des messages clandestins et des fournitures aux différents groupes de partisans. Elle est arrêtée, torturée et interrogée par la Gestapo en tant que prisonnière politique avant d'être emprisonnée à Tarnów et est déportée à Auschwitz le 6 janvier 1943. Maria Kotarba est reconnue comme Juste parmi les nations par Yad Vashem depuis le 18 septembre 2005 pour avoir risqué sa vie pour sauver la vie de Juifs,.

## Auschwitz

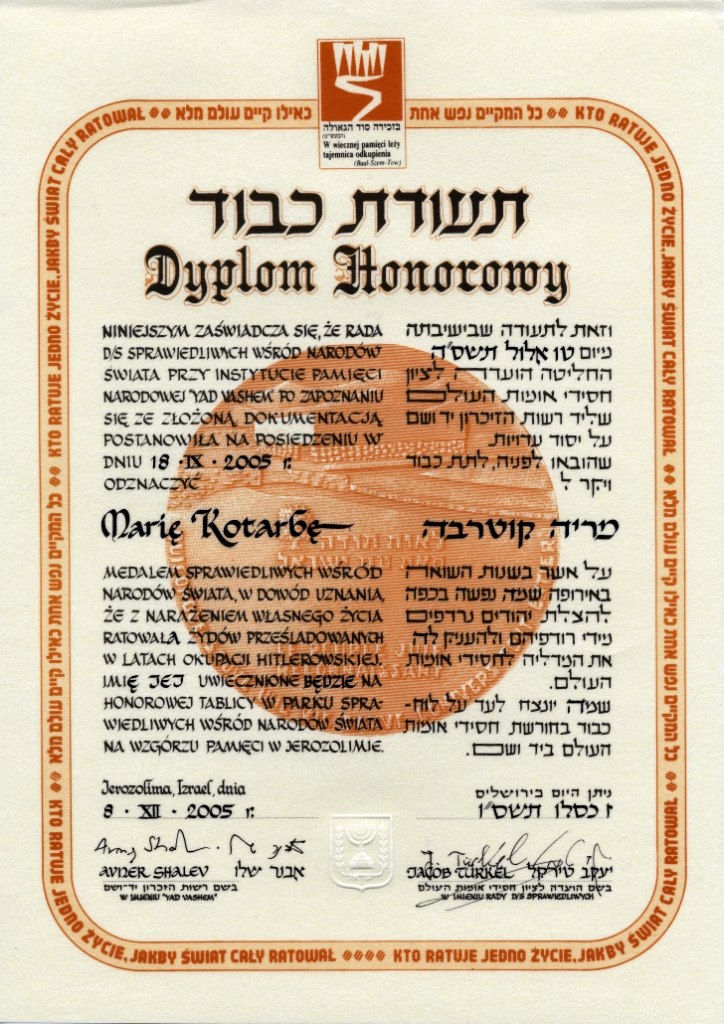
Diplôme de Juste parmi les nations de Kotarba.

Kotarba est née près de Nowy Sącz dans le sud de la Pologne (alors sous contrôle de l'Autriche-Hongrie) dans une famille pauvre. Après l'invasion de la Pologne en septembre 1939, Maria Kotarba,  Catholique, est témoin de l'extermination de ses voisins Juifs près de Gorlice, et jure d'aider tous les Juifs qu'elle pourra. En arrivant à Auschwitz à l'hiver 1943, on lui tatoue le numéro de prisonnier 27995, et au printemps 1943, elle est envoyée au Kommando Gartnerei (commando de jardinage). Elle travaille dans les jardins confisqués du village de Rajsko et s'implique dans la culture de légumes et autres travaux auxiliaires. A l'été 1943, le mouvement de résistance dans le camp s'organise et admets Kotarba dans ses rangs. Sa réputation comme messagère efficace l'a suivi depuis Tarnow. Maria est alors impliquée dans la contrebande de nourriture, de médicaments et la réception de messages provenant de l'extérieur.
Dans le camp, Kotarba rencontre Lena Mankowska (née Bankier), arrivant du ghetto de Bialystok. Lors de l'enregistrement à l'entrée du camp, Mankowska est enregistrée comme prisonnière politique du fait de ses traits « non Juifs ». Les deux femmes développent une amitié profonde et durable pendant leur emprisonnement. Kotarba est au courant de la position périlleuse de Mankowska, et fait tout pour l'aider ainsi que sa sœur Guta, qui est arrivé à Auschwitz depuis le camp de concentration de Lublin-Majdanek avec son amie Henia Trysk. Lena Mankowska appelle Kotarba la « Maman d'Auschwitz » (polonais : Mateczka),. En tant que messagère, Kotarba livre des médicaments aux prisonniers-médecins et ramène d'autres fournitures qu'elle partage. Elle utilise ses contacts dans la résistance pour envoyer Lena Mankowska vers un commando moins difficile lorsqu'elle tombe malade, et lui cuit de la soupe dans le baraquement sur un petit poêle.
En janvier 1945, les SS évacuent le camp vers le cœur de l'Allemagne Nazie. Les deux femmes arrivent séparément à Ravensbrück dans des wagons à charbon ouverts. Kotarba retrouve son amie presque morte dans la neige et la porte jusqu'aux baraquements. En février 1945, les SS transfère à nouveau les prisonniers vers le sous-camp de Neustadt-Glewe où l'Armée rouge les libère en mai 1945. Après la libération, les deux amies se séparent. Maria Kotarba rentre chez elle en Pologne, reste seule et meurt en 1956 à l'âge de 49 ans, n'ayant jamais retrouvé la santé qu'elle avait avant la guerre. Elle est inhumée à Owczary.
Lena Mankowska se marie et s'installe en Grande-Bretagne. 
Dans les années 1990, après la chute du communisme, Mankowska se lance à la recherche de sa sauveteuse et découvre qu'elle est morte dès décennies plus tôt. En 1997, Lena fait une tentative infructueuse pour faire de Kotarba, son « Ange d'Auschwitz », une Juste parmi les nations. Huit ans plus tard, James Foucar retransmet son témoignage, qui est alors approuvé par le mémorial de Yad Vashem le 8 décembre 2005.